# Nandrolon
Nandrolon (19-nortestosteron) – organiczny związek chemiczny z grupy sterydów anabolicznych, lek o działaniu anabolicznym i androgennym. Dostępny handlowo w postaci estrów. Spośród 11 pochodnych nandrolonu najczęściej spotykany jest dekanian, rzadziej fenylopropionian. W Polsce występował w latach 80. i 90. XX wieku jako fenylopropionian pod nazwą Nerabolil (Gedeon Richter), importowany z Węgier. Później stał się dostępny legalnie w formie pochodnej dekanianowej pod nazwą Deca-Durabolin (Organon) oraz siarczanowej Keratyl (Bausch & Lomb).

## Działanie
Jak większość sterydów anabolicznych przyspiesza syntezę białek, zwiększa mineralizację i rozrost kości, pobudza łaknienie. Podany doustnie nie działa.

## Wskazania
Zalecany jest w stanach ujemnego bilansu azotowego, np. w okresie przed i pooperacyjnym, przy osteoporozie, gośćcu, złamaniach, oparzeniach, po radioterapii, w stanach niedożywienia i wyniszczenia oraz rekonwalescencji. Najbardziej jest rozpowszechniony w postaci iniekcji domięśniowych, jednak produkowane są również preparaty stosowane domiejscowo, tj. krople do oczu stosowane w wypadku potrzeby przyspieszenia gojenia powierzchni gałki ocznej.

## Interakcje
Ogólnie, przeciwwskazania i działania niepożądane są takie same jak w wypadku testosteronu. Może wzmagać działanie leków przeciwzakrzepowych i insuliny.

## Środek dopingujący
Nandrolon, ze względu na swoje korzystne właściwości, jest jednym z najbardziej popularnych środków dopingujących używanych w sporcie wyczynowym. Najczęściej jest to dekanian nandrolonu. Jest on jednak dość długo wykrywalny w organizmie, co w przeszłości było przyczyną wielu „afer” dopingowych. W historii walki z dopingiem w sporcie światowym, najgłośniejsze przypadki wykrycia tego specyfiku związane były z następującymi nazwiskami:
- Ralf Möller – aktor i czołowy niemiecki kulturysta, którego zdyskwalifikowano po wykryciu nandrolonu na zawodach Arnold Classic w 1990[3];
- Francois Botha – bokser zawodowy, mistrz świata organizacji IBF i WBF u którego nandrolon wykryto po zwycięskiej walce o mistrzostwo świata F w 1995[4];
- Daniel Plaza – hiszpański lekkoatleta, mistrz olimpijski z Barcelony w 1992 roku i dwukrotny olimpijski medalista, nandrolon wykryto u niego w 1996 roku[5];
- Petr Korda – czeski tenisista, wykrycie nandrolonu w badaniu przeprowadzonym po wygraniu Australian Open w 1998 roku[6];
- Linford Christie – brytyjski sprinter i mistrz olimpijski z 1992 roku, u którego nandrolon wykryto w 1999 roku[7];
- Roger Clemens – amerykański bejsbolista, u którego wykryto nandrolon po rozgrywkach ligowych w 2000 roku[8];
- Guillermo Coria – argentyński tenisista u którego nandrolon wykryto u progu jego kariery w 2001. 19-letniego wtedy gracza ATP ukarał 2-letnią dyskwalifikacją, skrócona po odwołaniu do 7 miesięcy[9].
- Josep Guardiola – hiszpański trener i były piłkarz u którego nandrolon wykryto w 2001 roku (skazany na 4-miesięczną dyskwalifikację, w 2007 roku oczyszczony z zarzutów)[10].
- Barry Bonds – amerykański baseballista, który w 2006 roku przyznał się do stosowania nandrolonu od 1999 roku[11];
- Shoaib Akhtar – pakistański krykiecista, u którego specyfik ten wykryto w 2006 roku[12];
- Sean Sherk – mistrz MMA organizacji UFC z 2006 roku, którego pozbawiono tytułu po wykryciu nandrolonu[13];
- Royce Gracie – brazylijski mistrz sztuk walki, nandrolon wykryto w jego organizmie w 2007 roku, w wyniku badania przeprowadzonego przed galą Dynamite!! w Los Angeles[14];
- Juan Dixon – koszykarz NBA u którego środek ten wykryto w 2009 roku[15];
- Starling Marte – dominikański baseballista zespołu Pittsburgh Pirates, u którego środek wykryto w kwietniu 2017[16]

Specyfik ten wykrywano również u polskich sportowców, m.in. u długodystansowca Antoniego Niemczaka – w 1986 roku po zajęciu II miejsca w maratonie nowojorskim i ciężarowca, dwukrotnego wicemistrza olimpijskiego Szymona Kołeckiego. Obydwaj sportowcy twierdzili, że nandrolon został im zaaplikowany bez ich wiedzy w lekach podczas rekonwalescencji (u Niemczaka po operacyjnej ekstrakcji zęba, a u Kołeckiego po operacji kręgosłupa). W 2006 podczas gali MMA w Stanach Zjednoczonych nandrolon wykryto u mistrza olimpijskiego w judo z Atlanty, Pawła Nastuli.
W sierpniu 2016 roku, polska Komisja do Zwalczania Dopingu w Sporcie, ujawniła pozytywne wyniki badań na obecność niedozwolonych specyfików (nandrolon) u dwóch, czołowych polskich sztangistów, braci: Tomasza (mistrz Europy z Førdei w 2016) i Adriana (mistrz olimpijski z Londynu w 2012) Zielińskich. W tym czasie brali oni udział, jako reprezentanci kadry narodowej, w igrzyskach olimpijskich w Rio de Janeiro. Obydwaj zostali wykluczeni ze startów i w atmosferze skandalu powrócili do kraju.